# 梅曉拉國家公園 (梁贊州)

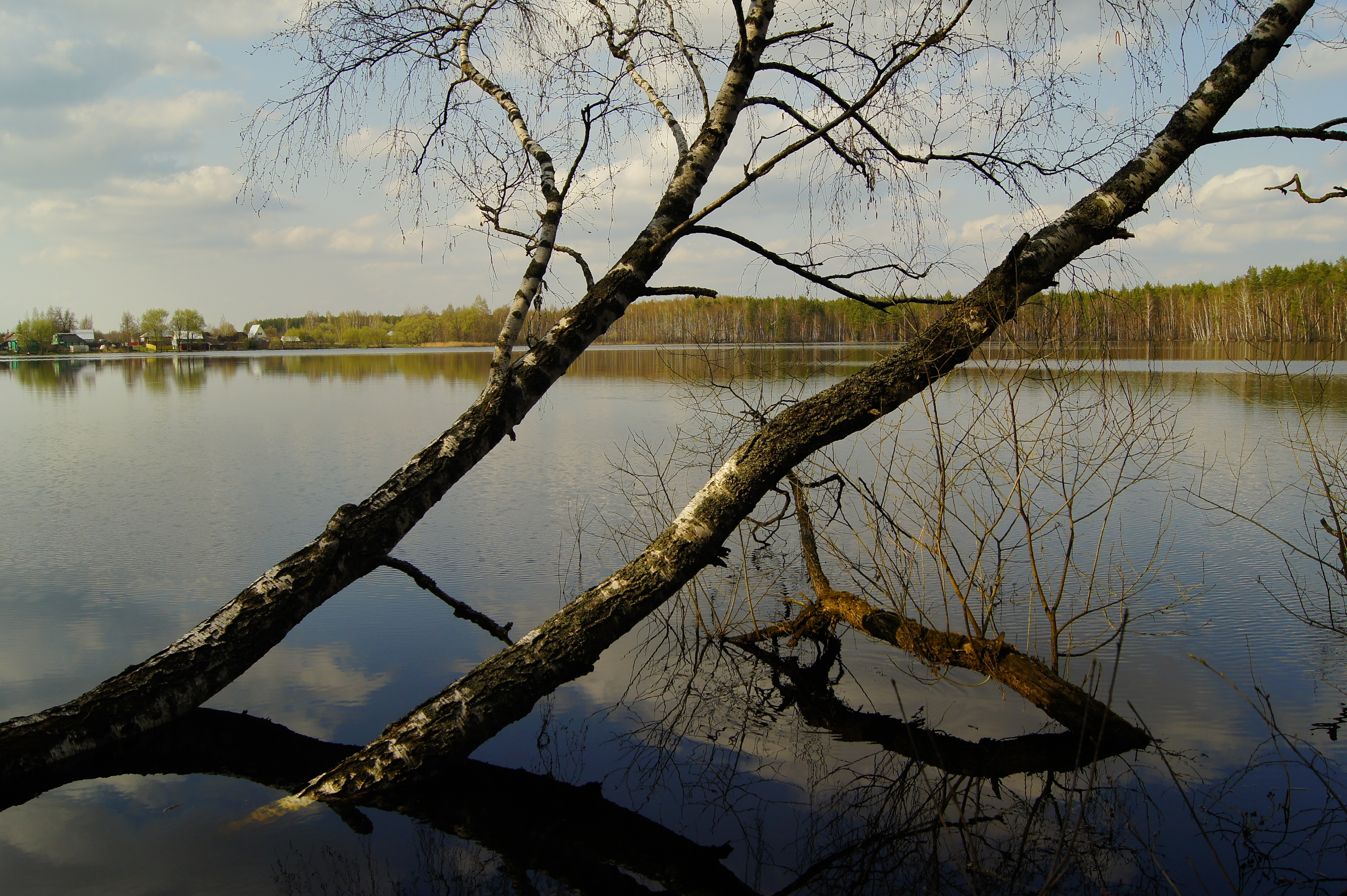

55°08′N 40°10′E / 55.133°N 40.167°E
梅曉拉國家公園（俄语：Мещёрский национальный парк）是俄羅斯的國家公園，位於該國西部梁贊州，成立於1992年，面積66平方公里，有鱸魚、白斑狗魚、湖擬鯉等魚類棲息。